# Seno sagital superior
El seno sagital superior (también conocido como seno longitudinal superior), dentro de la cabeza humana, es un área no apareada a lo largo del margen adjunto del falx cerebri. Permite que la sangre drene desde los aspectos laterales de los hemisferios cerebrales anteriores hasta la confluencia de senos. El líquido cefalorraquídeo drena a través de las granulaciones aracnoideas hacia el seno sagital superior y se devuelve a la circulación venosa.

## Estructura
Comenzando en el foramen ciego, a través del cual recibe las venas emisarias de la cavidad nasal, discurre de anterior a posterior, surcando la superficie interna del lóbulo frontal, los márgenes adyacentes de los dos lóbulos parietales y la división superior de la eminencia cruciforme del lóbulo occipital. Cerca de la protuberancia occipital interna, desemboca en la confluencia de los senos paranasales y se desvía hacia uno u otro lado (normalmente el derecho En este punto se continúa como el correspondiente seno transverso. El seno sagital superior suele dividirse en tres partes: anterior (foramen ciego a bregma), media (bregma a lambda), posterior (lambda a confluencia).
Es de sección triangular, estrecha por delante, y aumenta gradualmente de tamaño a medida que pasa hacia atrás.
Su superficie interna presenta las aberturas de las venas cerebrales superiores, que discurren, en su mayor parte, oblicuamente hacia delante, y se abren principalmente en la parte posterior del seno, estando sus orificios ocultos por pliegues fibrosos; numerosas bandas fibrosas (chordae Willisii) se extienden transversalmente a través del ángulo inferior del seno; y, por último, pequeñas aberturas se comunican con espacios venosos de forma irregular (lagunas venosas) en la duramadre cerca del seno.
Suele haber tres lagunas a cada lado del seno: una frontal pequeña, una parietal grande y una occipital, de tamaño intermedio entre las otras dos.
La mayoría de las venas cerebrales de la superficie externa del hemisferio se abren en estas lagunas, y numerosas granulaciones aracnoideas (cuerpos de Pacchion) se proyectan en ellas desde abajo.
El seno sagital superior recibe las venas cerebrales superiores, las venas del diploe y de la duramadre y, cerca del extremo posterior de la sutura sagital, las venas del periostio, que pasan por los agujeros parietales. 

## Función
El líquido cefalorraquídeo drena a través de las granulaciones aracnoideas hacia el seno sagital superior y se devuelve a la circulación venosa.

## Imágenes adicionales

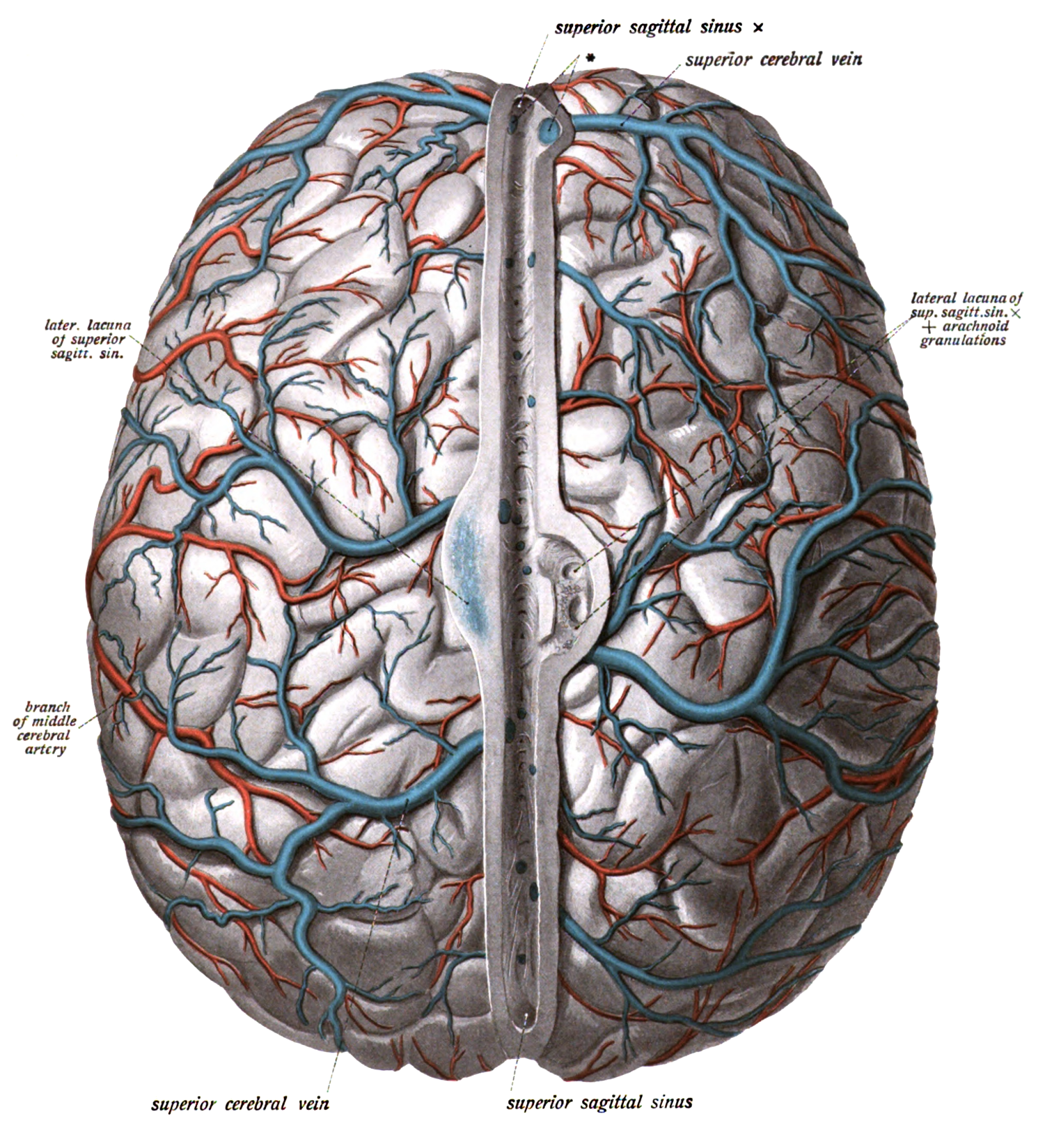
Archivo:Sobo_1909_590.pngCerebro con el seno sagital en el centro, con varias lagunas.
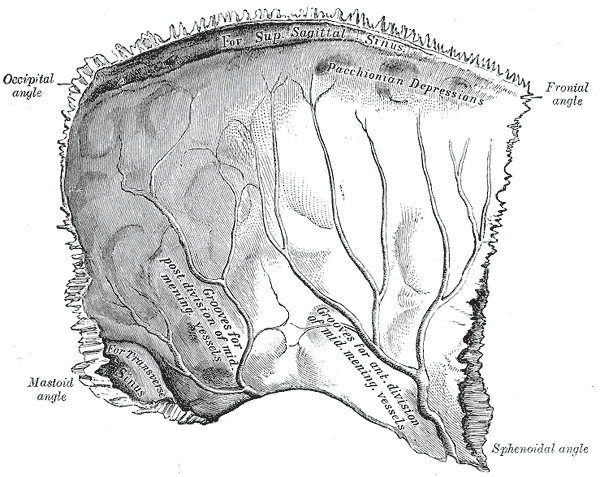
Archivo:Gray133.pngHueso parietal izquierdo. Superficie interna.
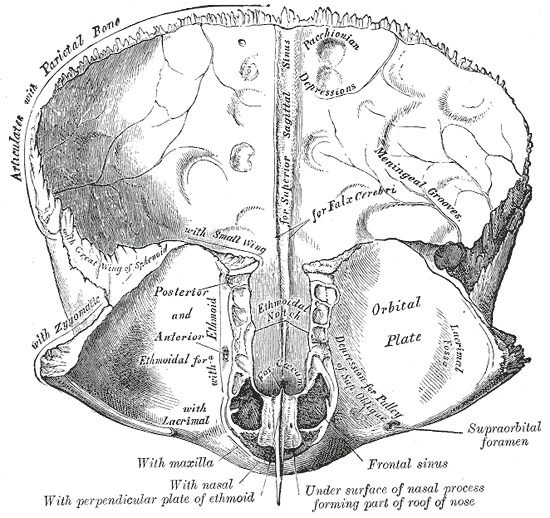
Archivo:Gray135.pngHueso frontal. Superficie interna.
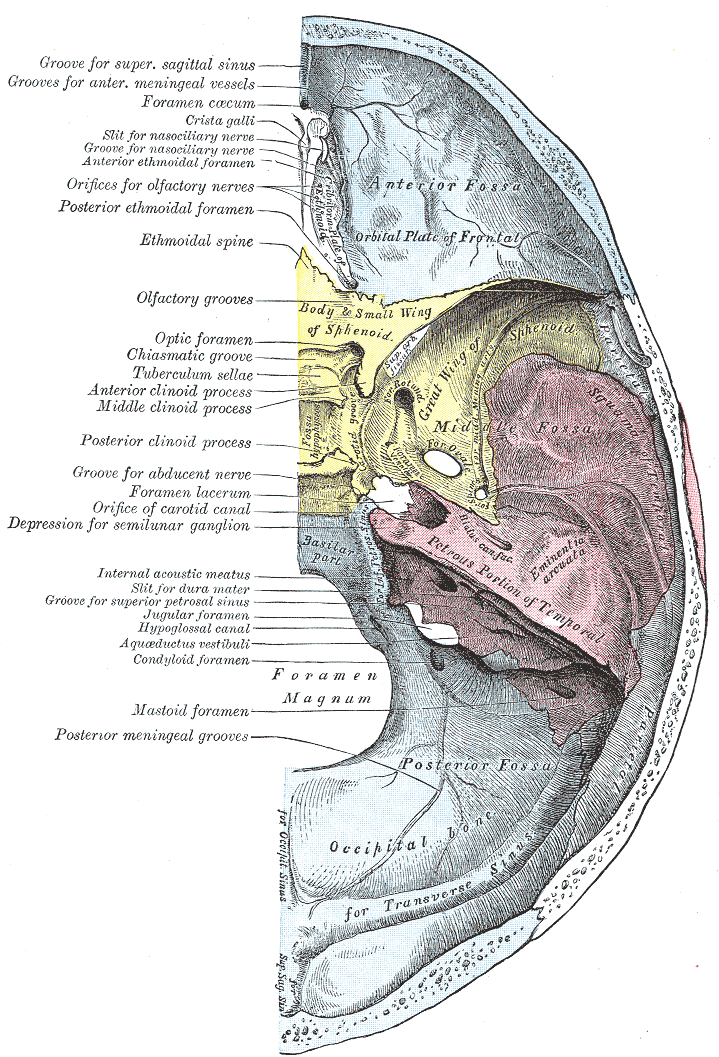
Archivo:Gray193.pngBase del cráneo. Superficie superior.
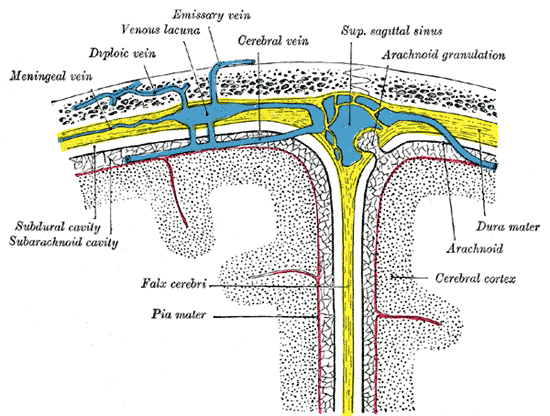
Archivo:Gray769.pngRepresentación diagramática de una sección a través de la parte superior del cráneo, mostrando las membranas del cerebro, etc.
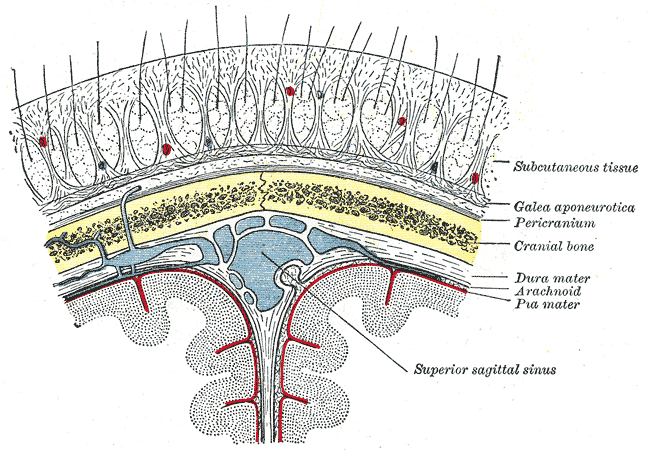
Archivo:Gray1196.pngSección esquemática del cuero cabelludo.
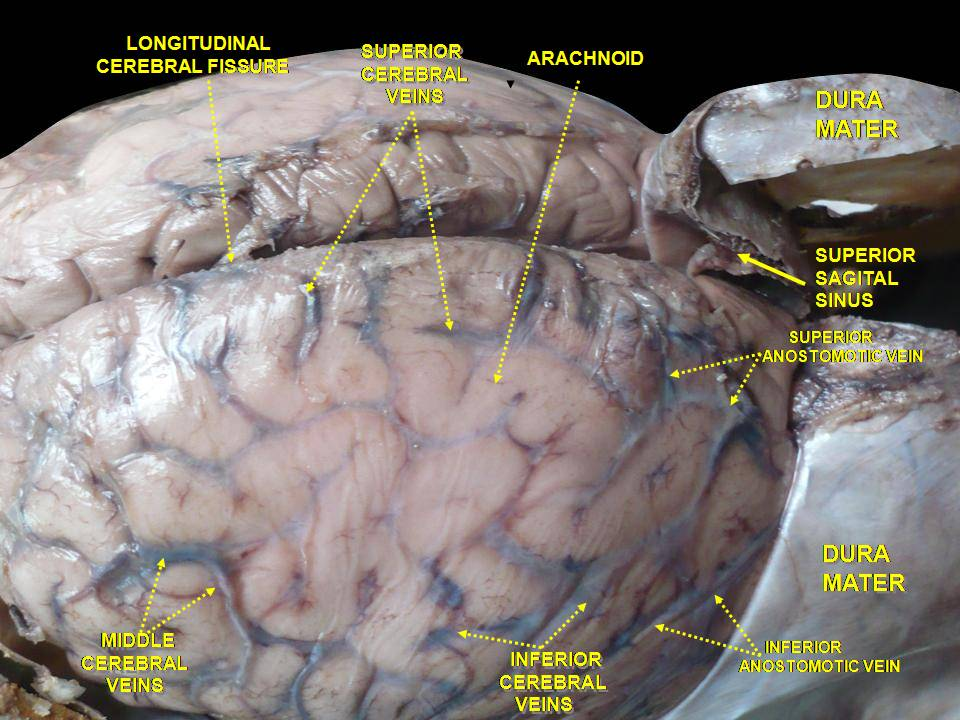
Archivo:Slide6Neo.JPGMeninges y venas cerebrales superficiales.Disección profunda.Vista superior.
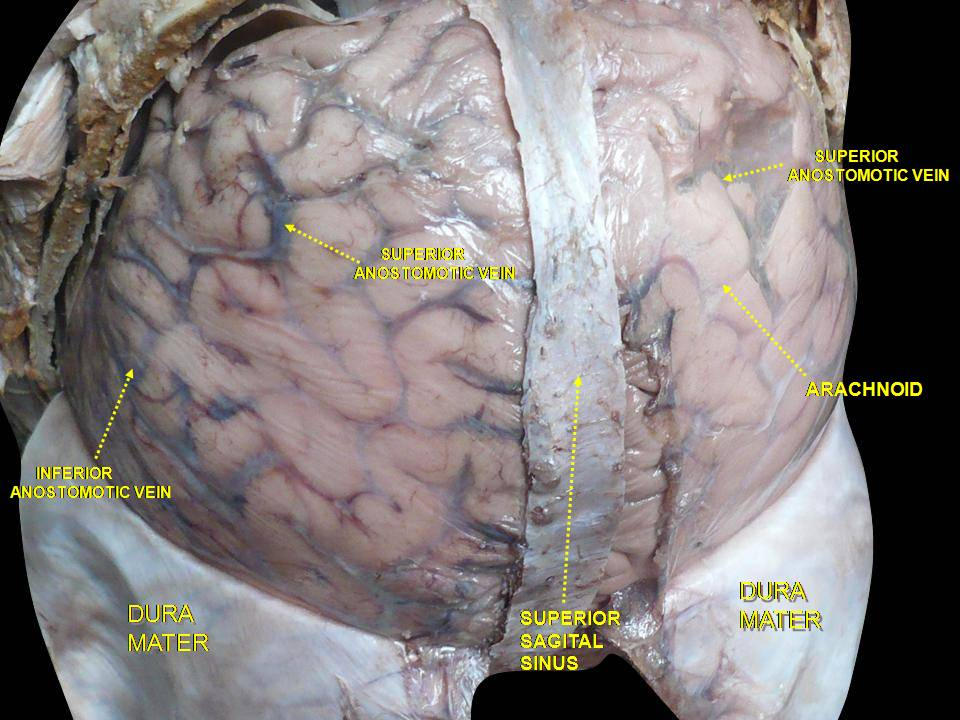
Archivo:Slide7Neo.JPGMeninges y venas cerebrales superficiales.Disección profunda.Vista superior.